# Кёрёш-Марош
Кёрёш-Марош (венг. Körös-Maros Nemzeti Park) — национальный парк в юго-восточной Венгрии, в регионе Южный Альфёльд на территории медье Бекеш.
Площадь парка — 501.34 км, основан парк в 1997 году. Крупнейшие города — Сарваш и Деваванья. Парк назван по именам двух рек, притоков Тисы — Кёрёша и Мароша.
Парк состоит из 13 регионов, некоторые из которых были взяты под охрану с 1975 года, ещё до образования национального парка с целью охраны популяции дрофиных. Охраняемые территории парка располагаются на пространстве между границей с Румынией (на востоке), Тисой (на западе), Кёрёшем (на севере) и Марошем (на юге). Главный объект охраны — водные ландшафты рукавов Кёрёша и Мароша, озёр, пойменных лесов; а также популяции многочисленных гнездящихся здесь птиц.

## Примечательные места
- Озеро Фехер (Белое) играет большую роль в миграции перелётных птиц. Во время перелётов здесь отдыхают тысячи журавлей, ржанок и диких уток.
- Земляной вал Надьтатар — земляное укрепление конца бронзового века.